# Kérouané
Kérouané est une ville du sud-est de la Guinée, capitale de la préfecture de Kérouane, dans la région de Kankan.

## Population
Une extrapolation du recensement de 2014 (RGPH3) estime la population de Kérouané Centre à 38 828 personnes en 2016.

## Personnalités nées à Kérouané
- Djéné Saran Camara, femme politique
- Diallo Cravate, humoriste, comédien et acteur
- Mohamed Ali Camara, footballeur
- Amara Camara, ministre guinéen.